# Pomnik Ignacego Łukasiewicza w Krakowie
Pomnik Ignacego Łukasiewicza – pomnik upamiętniający Ignacego Łukasiewicza, znajdujący się w Krakowie, w dzielnicy II Grzegórzki, przed budynkiem Instytutu Górnictwa Naftowego i Gazownictwa przy ul. Lubicz 25, na Wesołej.
Popiersie Ignacego Łukasiewicza, jest dziełem zaprojektowanym przez Władysława Kandefera, wykonanym z brązu.
Pomnik został uroczyście osłonięty w 1982 roku.